# Alexander Bullock
Alexander Hamilton Bullock, född 2 mars 1816 i Royalston, Massachusetts, död 17 januari 1882 i Worcester, Massachusetts, var en amerikansk politiker. Han var guvernör i delstaten Massachusetts 1866–1869. Bullock var först whig och som guvernör representerade han Republikanska partiet.
Bullock utexaminerades 1836 från Amherst College och avlade 1840 juristexamen vid Harvard Law School. Därefter arbetade han som advokat i Worcester. År 1859 tjänstgjorde Bullock som Worcesters borgmästare.
År 1866 efterträdde Bullock John Albion Andrew som guvernör och efterträddes 1869 av William Claflin. Bullock avled 1882 och gravsattes på Worcester Rural Cemetery. Han var far till bergsbestigaren Fanny Bullock Workman.